# 3557 Соколски
3557 Соколски (енгл. 3557 Sokolsky) је астероид чија средња удаљеност од Сунца износи 4,009 астрономских јединица (АЈ).
Апсолутна магнитуда астероида је 10,8.